# Batalla de Silao
La Batalla de Silao tuvo lugar el 10 de agosto de 1860 en las inmediaciones de Silao en el estado de Guanajuato, México, entre elementos del ejército liberal, al mando de los generales Jesús González Ortega e Ignacio Zaragoza con una fuerza de 8.000 hombres y elementos del ejército conservador comandados por el general Miguel Miramón que comandaba un ejército de 3.282 durante la Guerra de Reforma. La batalla terminó como victoria liberal, que incluso casi captura al general Miguel Miramón que logró escapar en medio del desorden que generó en ellos la artillería republicana, dejando artillería, municiones y pertrechos de guerra.

## La Batalla
Miguel Miramón tendría que enfrentarse a un formidable ejército constitucionalista de 8,000 hombres, mandado por los generales González Ortega, Antillón, Zaragoza, Doblado y Berriozábal. Miramón marchó a batirle con una fuerza de 3,282 soldados bisoños. No obstante la superioridad numérica del enemigo, el invicto general confiaba en la victoria. Y mueve sus tropas sobre Silao, punto donde están reunidas las divisiones liberales.
Puesto ambos ejércitos uno frente a otro, y hechos los reconocimientos de rigor, la batalla dio principio al romper el alba del 10 de agosto (En unos minutos se hace general el combate. La artillería de Miramón abre grandes brechas por el camino de la Loma de las Ánimas. Con sus abundantes tropas, el jefe liberal González Ortega puede ocultar sus dispositivos de batalla: cambia sus posiciones mientras Miramón hace descansar a sus soldados. A las dos horas de pelea, y ante el fuego terrible de la poderosa artillería constitucionalista, los bisoños soldados regeneradores comienzan a huir, dominados por el pánico. Inútilmente trata Miramón de contenerlos.
A las 8.15 de la mañana, después de 3 horas de tremendos ataques, el Ejército Regenerador huye completamente derrotado y deja en poder de los liberales toda su artillería, bagajes, municiones y pertrechos de guerra, así como un número grande de prisioneros, entre ellos varios generales. Miramón galopa, perseguido por los vencedores. Escapa entre lanzazos, bajo los que cae uno de sus ayudantes. A un encarnizado perseguidor, Miramón le tira a la cara una bolsa de onzas de oro: sus pistolas no tenían parque.
El parte rendido por González Ortega desborda júbilo triunfal. No era para menos: había vencido al hasta entonces invicto Miguel Miramón. Dice así:
“Después de un reñido combate en el que ha corrido con profusión las sangres mexicanas, ha sido derrotado completamente D. Miguel Miramón por las fuerzas de mi mando, dejando en mi poder su inmenso tren de artillería, sus armas, sus municiones, las banderas de sus cuerpos y centenares de prisioneros, inclusos en éstos algunos generales y multitud de jefes y oficiales. 
El combate comenzó al romper el alba y concluyó a las ocho y nueve minutos de la mañana”.
En el parte que rindió al ministro de guerra, Miramón dijo que: “la artillería liberal, servida por artilleros norteamericanos, había ganado la batalla”.
Deshecho el ejército conservador, las tropas liberales ocuparon Silao, Querétaro, Celaya y Guanajuato.